# Simon-Pierre Kikhounga-Ngot
Simon-Pierre El Hadj Kikhounga-Ngot, né le 8 avril 1920 à Maboukou dans le district de Makabana en République du Congo et mort le 4 avril 2015 à Athis-Mons,, est un homme politique congolais, syndicaliste, conseiller territorial, député et plusieurs fois ministre.

## Biographie
Commis des services administratifs et financiers, il débute dans le syndicalisme en 1949, et devient le président d’un mouvement syndical affilié à la CGT, la CGAT. Par la suite, il est élu conseiller territorial, et rejoint en 1952 le MSA (Mouvement socialiste africain) de Jacques Opangault, comme vice-président du mouvement. En 1957, il est élu député du Parti populaire congolais (PPC) à l'assemblée territoriale dans le cadre de la loi-cadre de l’Outre-mer.
En 1960, il devient ministre des Affaires Économiques, et des Eaux et forêts du Congo indépendant, puis ministre du Travail en 1963, jusqu'au renversement de Fulbert Youlou. En 1968, il fait partie du Conseil national la Révolution de Marien Ngouabi, et devient ministre de l'Économie et du Plan.
En 1991,  durant la conférence nationale souveraine, il est élu troisième vice-président du présidium. Il cofonde l’Union panafricaine pour la démocratie sociale, dont il est le premier secrétaire général, avant d’être remplacé par Christophe Moukouéké.
De 1992 à 1997, il est maire de la ville de Dolisie (Loubomo)